# Lac de la Lande
Le lac de la Lande est un lac artificiel et un barrage hydroélectrique situé sur la commune de La Bresse, dans le département des Vosges.

## Historique
Il est construit en 1983, à 1 060 mètres d'altitude, au pied du Kastelberg, pour produire de l'électricité et alimenter en eau les canons à neige des pistes de la station de sports d'hiver La Bresse Hohneck. Il est traversé par la Moselotte.   

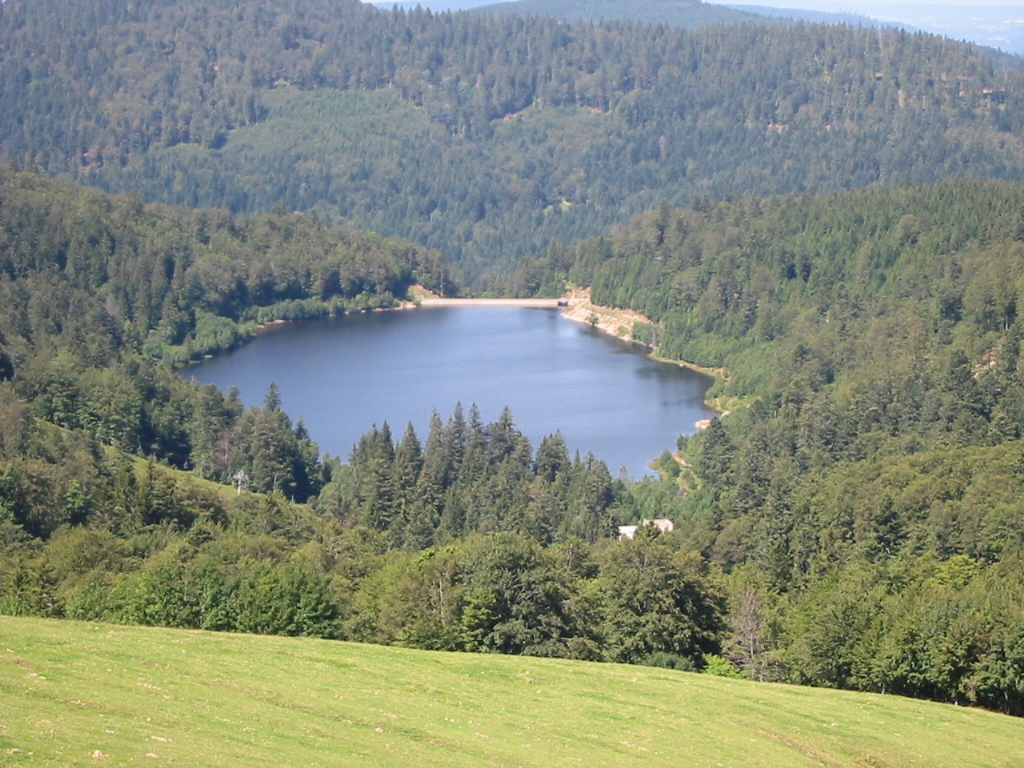
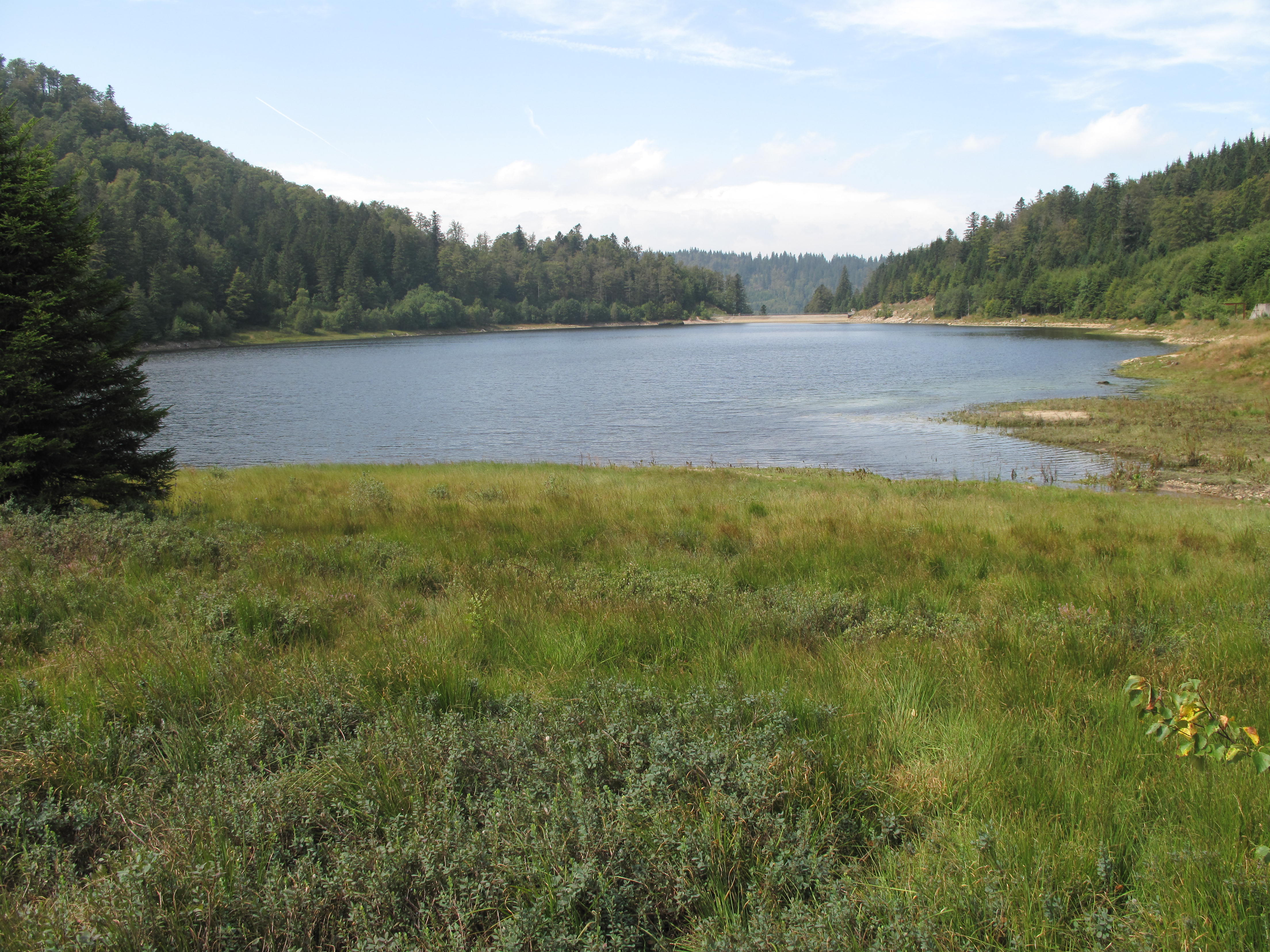
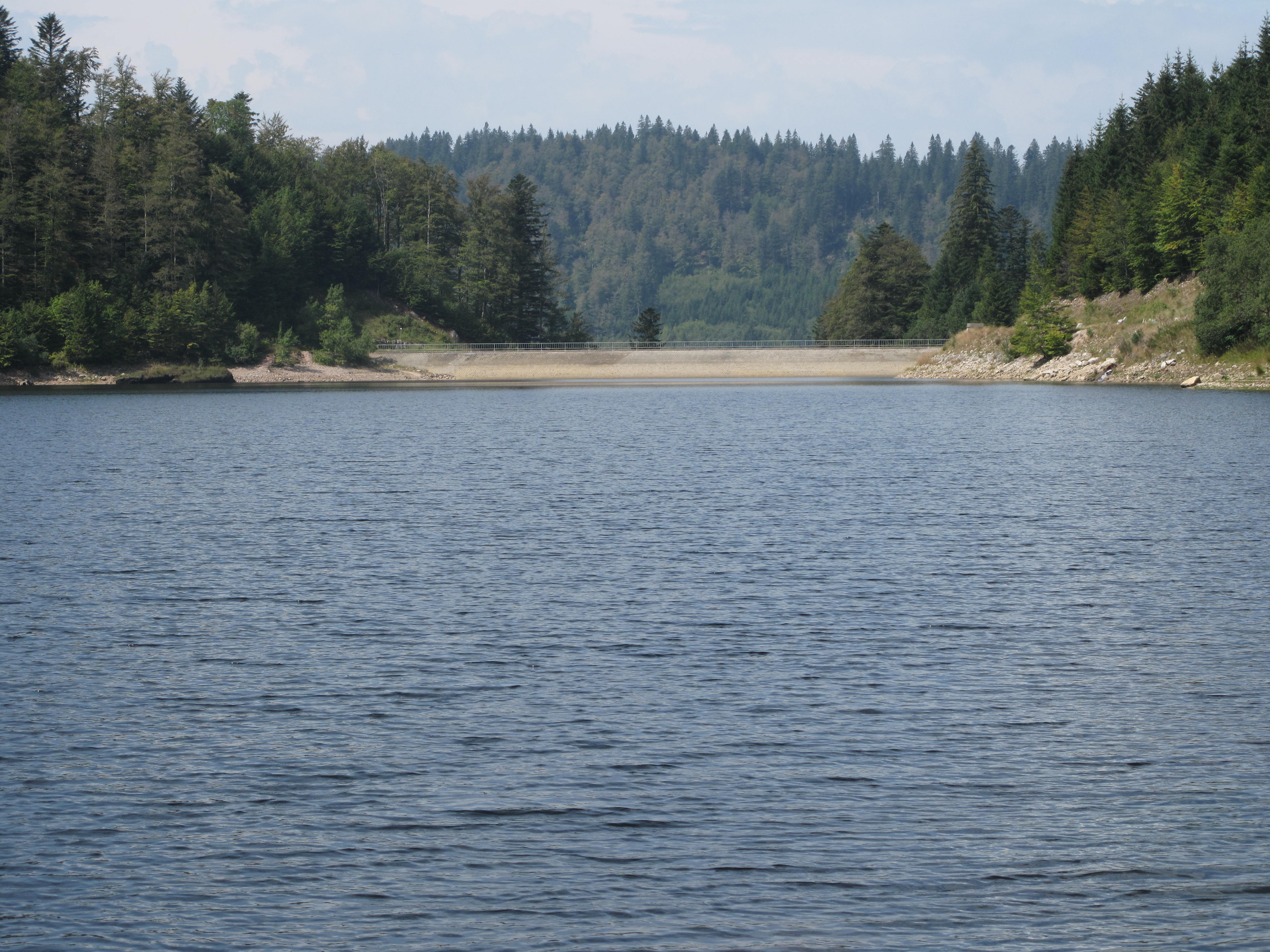
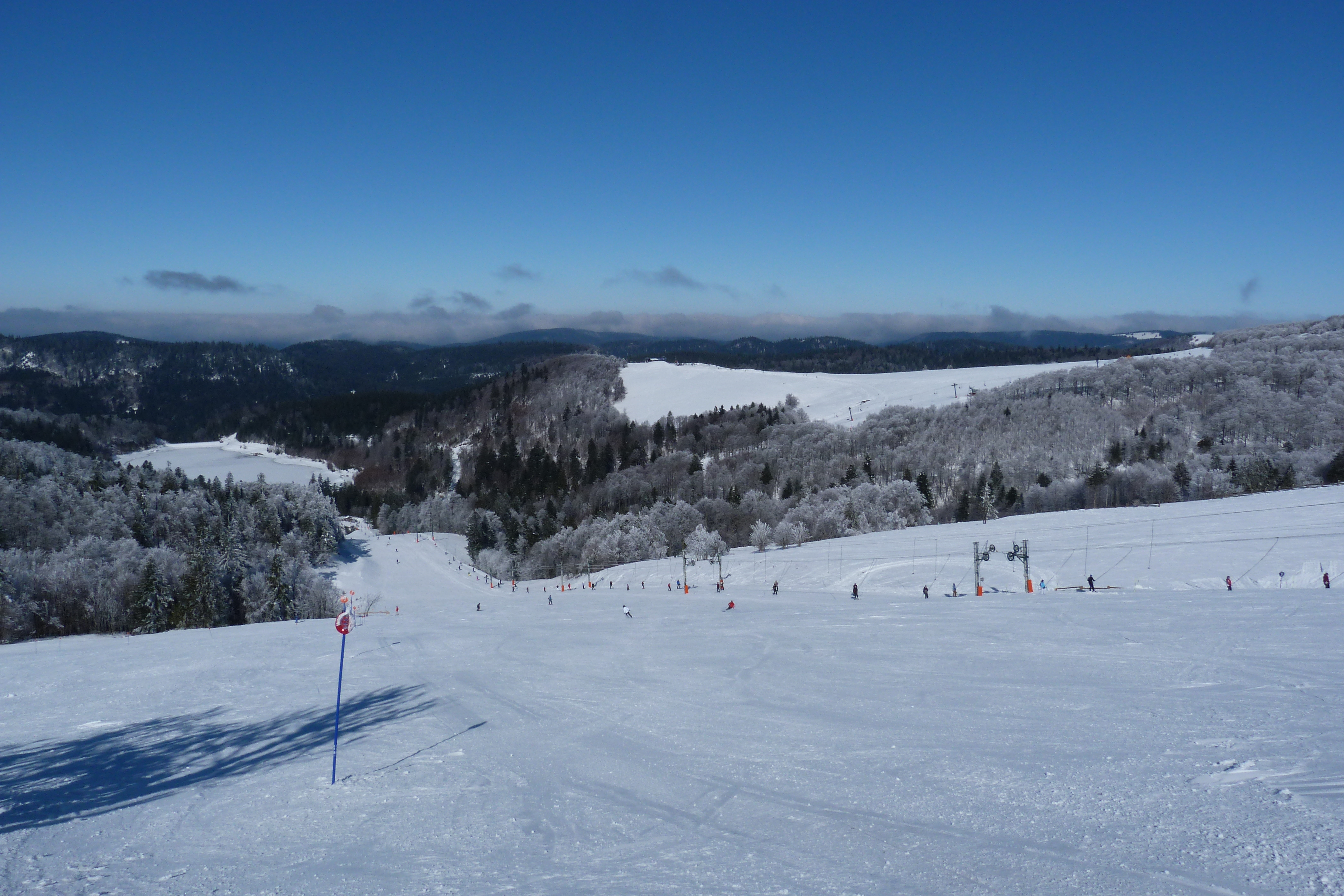

## Barrage hydroélectrique de La Lande
Équipé d'une turbine Pelton de 2 090 kW, haut de 18,5 mètres pour une longueur de 80 mètres, le barrage hydroélectrique de La Lande est géré par la Régie municipale d'électricité de La Bresse (RME). En 1934, la régie est créée pour distribuer l'électricité écologique produite par plusieurs barrages des environs.
Le projet a suscité en son temps une forte opposition d'écologistes soucieux de préserver la tourbière remarquable des Faignes de la Lande, aujourd'hui noyée. En compensation, la commune de La Bresse a initié le classement de la réserve naturelle nationale de la tourbière de Machais qui a abouti en 1988.